# 比格科夫 (阿拉巴馬州)
比格科夫（英語：Big Cove）是一個位於美國阿拉巴馬州麥迪遜縣的非建制地區。該地的面積和人口皆未知。

## 地理
比格科夫的座標為34°40′02″N 86°29′20″W / 34.66722°N 86.48889°W，而該地的平均海拔高度為189米（即620英尺）。